# Staintondale
Staintondale, ook Stainton Dale, is een civil parish in het bestuurlijke gebied Scarborough, in het Engelse graafschap North Yorkshire met 341 inwoners.

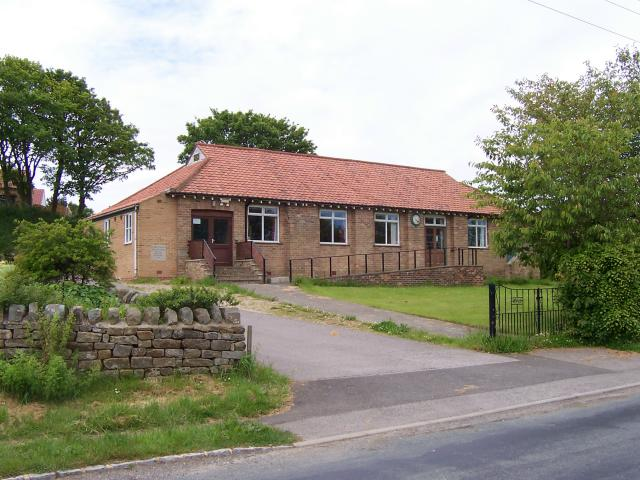
Village Hall
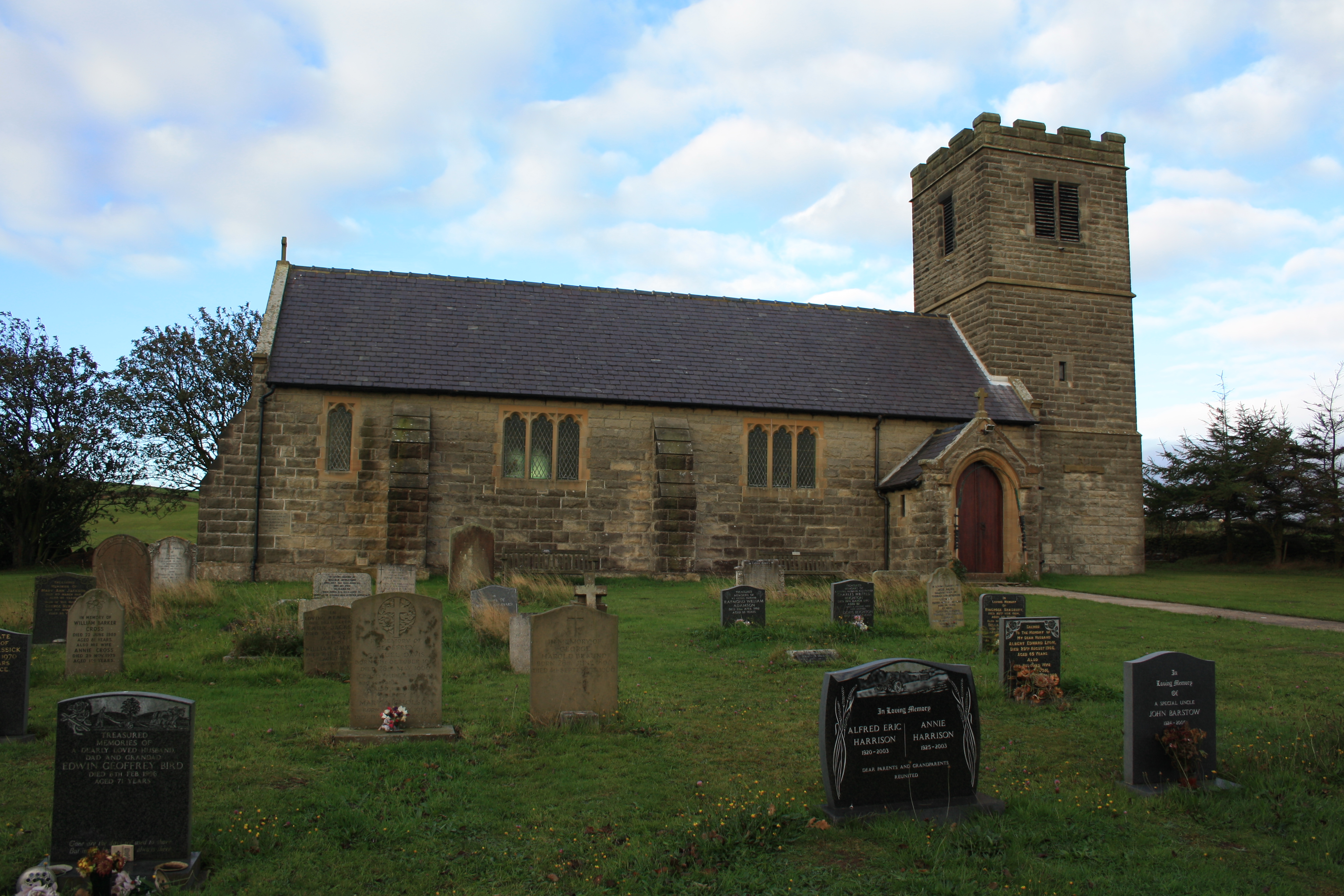
Kerk van St John the Baptist